# Tmethis maroccanus
Tmethis maroccanus är en insektsart som beskrevs av Bolívar, I. 1908. Tmethis maroccanus ingår i släktet Tmethis och familjen Pamphagidae.

## Underarter
Arten delas in i följande underarter:
- T. m. maroccanus
- T. m. hirtus
- T. m. incristata